# Chafariz de Massamá

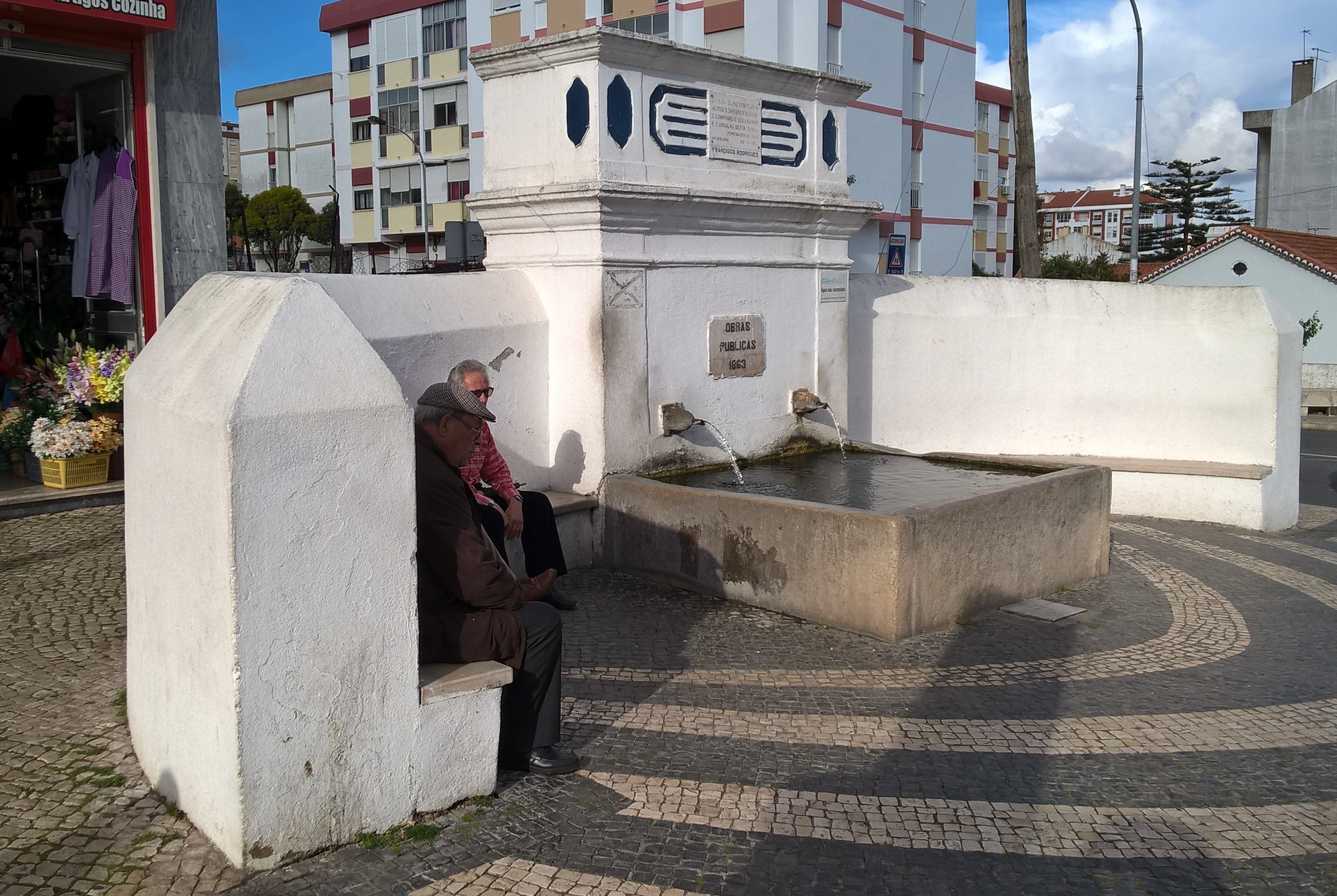
Chafariz de Massamá

O chafariz de Massamá constitui-se como património histórico de Massamá e dá significado ao nome da freguesia Massamá da cidade de Queluz que provém do geónimo "Mactamã", que se traduz por "lugar onde se toma boa água" ou "fonte".
No entanto, a água do chafariz é imprópria para consumo e não é controlada pelos SMAS Sintra. Segundo os SMAS Sintra devido «suas nascentes não serem conhecidas nem terem um perímetro de protecção e, ao longo dos tempos, terem sido urbanizadas as zonas envolventes, as mesmas ficaram sujeitas a contaminações.».
No chafariz pode ler-se:
Este chafariz centenário

Muitos segredos encerra

E cumprindo o seu fadário

É o orgulho desta terra
Foi construído em 1863, pelo então Ministério das Obras Públicas. 